# خانه‌یابی (زیست‌شناسی)

یک کبوتر خانگی به‌طور انتخابی در فاصله‌های طولانی از خانه پرورش داده شده‌اند.

خانه‌یابی یا توانایی برگشت به خانه‌ (به انگلیسی: Homing)، توانایی ذاتی یک جانور برای حرکت به سوی یک مکان اصلی از طریق مناطق ناآشنا است. این مکان ممکن است یک قلمرو خانه باشد یا یک مکان تولیدمثل.

## کاربردها
از توانایی‌های خانه‌یابی می‌توان برای یافتن راه بازگشت به خانه در مهاجرت استفاده کرد. این اغلب برای اشاره به بازگشت به یک نقطه تولیدمثل که سال‌ها پیش دیده شده‌است، مانند مورد ماهی آزاد استفاده می‌شود. همچنین می‌توان از توانایی‌های خانه‌یابی برای بازگشت به قلمرو آشنا در صورت جابجایی در فواصل طولانی، مانند سمندرک شکم‌قرمز بهره‌گیری کرد.

## ناوبری واقعی

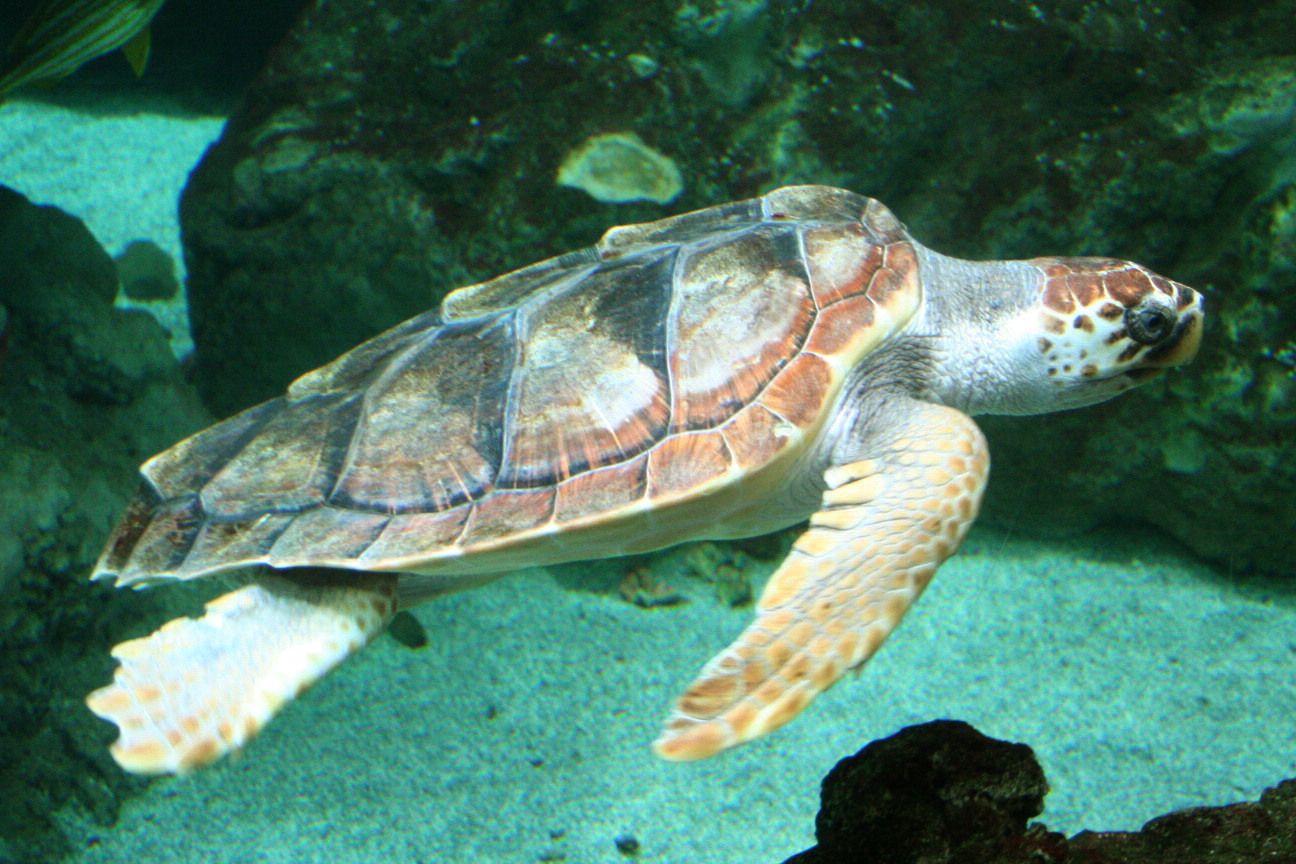
لاک‌پشت‌های دریایی با استفاده از جهت‌یابی واقعی و مغناطیسی به خانه می‌روند

برخی از جانوران از ناوبری واقعی برای اقامت خود استفاده می‌کنند. این بدان معناست که در مناطق آشنا، هنگام پرواز از مکان‌های دیدنی مانند جاده‌ها، رودخانه‌ها یا کوه‌ها یا جزایر و سایر مکان‌های دیدنی هنگام شنا استفاده می‌کنند. با این حال، این تنها در قلمرو آشنا کار می‌کند. برای مثال، کبوترهای خانگی اغلب با استفاده از مکان‌های دیدنی آشنا، مانند جاده‌ها، حرکت می‌کنند. لاک‌پشت‌های دریایی همچنین از مکان‌های دیدنی برای جهت‌یابی استفاده می‌کنند.

## جهت‌یابی مغناطیسی
بسیاری از جانوران از جهت‌یابی مغناطیسی بر اساس میدان مغناطیسی زمین برای یافتن راه خانه استفاده می‌کنند. این معمولاً همراه با روش‌های دیگر، مانند قطب‌نمای خورشیدی، مانند مهاجرت پرندگان و در مورد لاک‌پشت‌ها استفاده می‌شود. این نیز معمولاً زمانی استفاده می‌شود که هیچ روش دیگری در دسترس نباشد، مانند مورد خرچنگ دریایی، که در زیر آب زندگی می‌کند، و موش‌های کور خال‌دار، که از طریق لانه‌های زیرزمینی به خانه می‌روند.

## جهت‌یابی آسمانی
جهت‌یابی آسمانی، جهت‌یابی با استفاده از ستاره‌ها، معمولاً برای خانه‌یابی استفاده می‌شود. برای مثال، سمندرهای مرمری جابجاشده تنها زمانی می‌توانند به خانه بروند که ستاره‌ها قابل دیدن باشند.

## بویایی
شواهدی وجود دارد مبنی بر اینکه بویایی یا بو در خانه‌یابی با سمندرهای متعددی مانند سمندرک شکم‌قرمز استفاده می‌شود. بوییدن برای نگهداری ماهی آزاد نیز ضروری است.

## حافظه توپوگرافی
حافظه توپوگرافی، حافظه خطوط پیرامون مقصد، یکی از روش‌های رایج برای ناوبری است. این عمدتاً توسط جانوران با هوش کمتر مانند نرم‌تنان استفاده می‌شود. خاره‌چسب‌ها از این برای یافتن راه بازگشت به خراش خانه استفاده می‌کنند. اگر چه اینکه آیا این یک خانه واقعی است یا خیر، مورد مناقشه قرار گرفته‌است.